# Oklahoma Panhandle

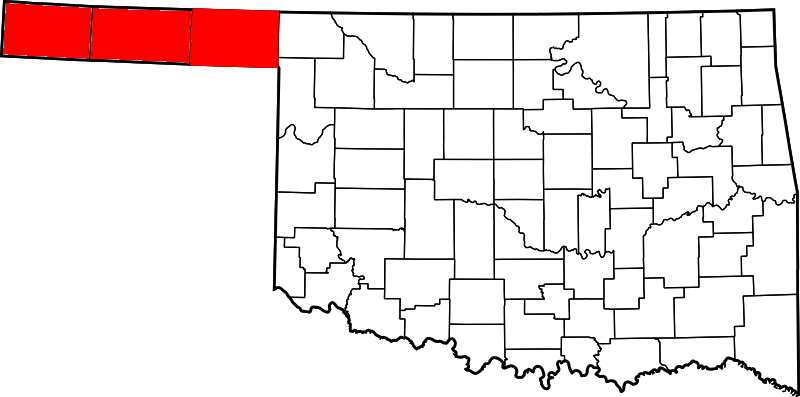
Oblast na mapě Oklahomy

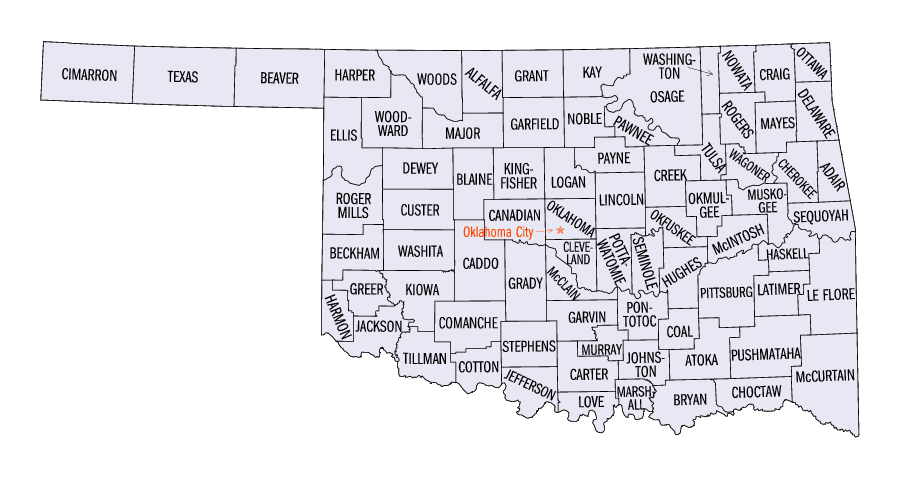
Mapa 77 okresů Oklahomy

Oklahoma Panhandle je protáhlý výběžek v severozápadní části amerického státu Oklahoma, zasahující mezi území Texasu, Kansasu, Colorada a Nového Mexika. Je tvořen třemi okresy (anglicky counties) – Cimarron, Texas a Beaver County, má celkovou rozlohu 14 730 km² a žije zde 28 751 obyvatel. Na 8% území státu se zde tak koncentruje necelé jedno procento populace. Na území výběžku se nachází nejvyšší hora Oklahomy Black Mesa (1737 m n. m.).

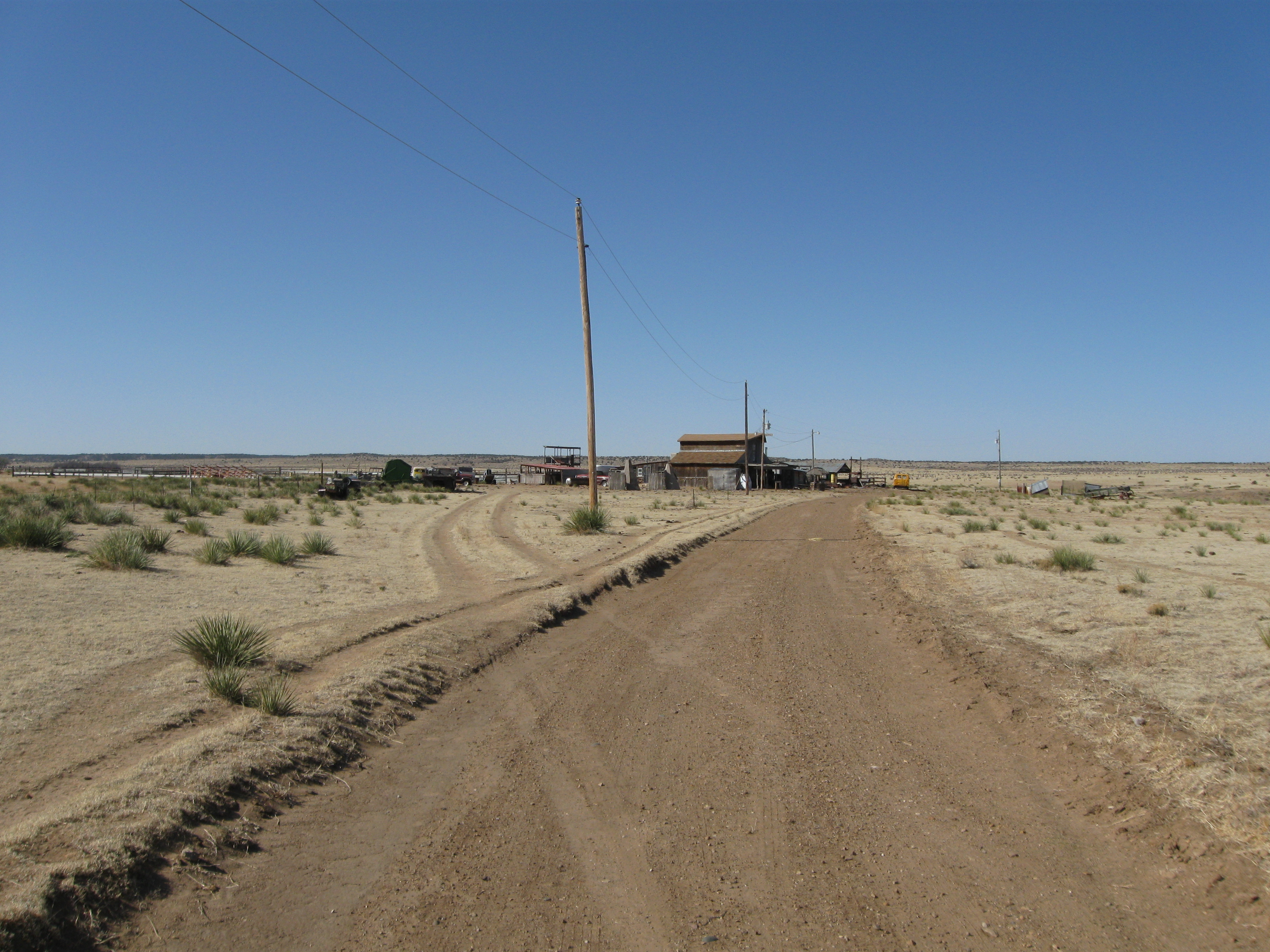
Krajina u města Guymon

## Etymologie
Slovo panhandle znamená „rukojeť rendlíku“ a je odvozeno od tvaru oblasti na mapě Oklahomy. Používá se ve spojení s dalšími osmi státy USA. S jedním z těchto výběžků – konkrétně s Texas Panhandle – dokonce Oklahoma Panhandle přímo sousedí (na jihu).

Mapa Köppenových typů podnebí ukazuje jasný rozdíl mezi Oklahoma Panhandle (stepní) a zbytkem Oklahomy (vlhké subtropické)

## Historie
Po připojení Texasu k Unii vyvstala otázka otrokářství na novém území. Po dlouhém vyjednávání byl přijat Kompromis roku 1850: od Texasu byla odtržena jeho severní část, v níž bylo držení otroků zakázáno. Většina z ní byla připojena k teritoriu Kansas, ale úzký pruh země mezi 36°30' a 37° s. š. zůstal zemí nikoho. Oblast dostala název Cimarron Territory podle stejnojmenné řeky (ze španělského Cimarrón, divoký) a obývali ji především pašeráci a honáci dobytka. Teprve v roce 1890 byla připojena k Oklahomě. 
Je to vyprahlá, odlehlá a řídce osídlená země, jejíž ekonomiku tvoří převážně ranče (ve třicátých letech patřila k oblastem nejhůře zasažených jevem Dust Bowl). V Goodwellu sídlí vysoká škola Oklahoma Panhandle State University.